# Kunoyartunnilin
De Kunoyartunnilin is een verkeerstunnel op de Faeröer, een eilandengroep die een autonoom gebied vormt binnen het Deense Koninkrijk. De tunnel verbindt de dorpen Kunoy en Haraldssund met elkaar op het gelijknamige eiland Kunoy. De tunnel werd geopend in 1988. Met een lengte van 3031 meter is het de op drie na langste tunnel van de Faeröer.